# Pinokio (film 2002)
Pinokio (wł. Pinocchio) – włoski fabularny film familijny w reżyserii Roberta Benigniego z 2002 roku.

## Fabuła
Film opowiada historię Gepetta, który wystrugał z drewna śliczną kukiełkę i dał jej na imię Pinokio. Wróżka ożywia lalkę. Scenariusz został oparty na powieści Carlo Collodiego pod tym samym tytułem.

## Obsada
- Roberto Benigni jako Pinokio
- Nicoletta Braschi jako Wróżka
- Carlo Giuffrè jako Gepetto
- Kim Rossi Stuart jako Lucignolo
- Pepe Barra jako Świerszcz
- Max Cavallari jako Kot
- Bruno Arena jako Lis

## Wersja polska

### Wersja z dubbingiem
Opracowanie wersji polskiej: Start International Polska

Reżyseria: Joanna Wizmur

Dialogi polskie: Bartosz Wierzbięta

Dźwięk i montaż:
- Hanna Makowska,
- Tomasz Sikora,
- Michał Kosterkiewicz

Kierownik produkcji: Paweł Araszkiewicz

Wystąpili:
- Jacek Braciak – Pinokio
- Agnieszka Kunikowska – Wróżka
- Włodzimierz Bednarski – Gepetto
- Jan Wieczorkowski – Lucignolo
- Jacek Brzostyński – Świerszcz
- Wojciech Paszkowski –
  - Lis,
  - sprzedawca warzyw
- Jarosław Boberek – Kot
- Eugeniusz Robaczewski – Medoro
- Jan Prochyra – Ogniojad
- Tomasz Grochoczyński –
  - Woźnica z Wyspy Zabawek,
  - Pantalone,
  - różne głosy
- Jan Kulczycki – karabinier #1
- Krzysztof Zakrzewski –
  - karabinier #2,
  - Giangio
- Zbigniew Konopka – czarne króliki
- Tomasz Kozłowicz – Eugenio
- Tomasz Bednarek –
  - Arlekin,
  - jeden z uczniów,
  - różne głosy
- Adam Bauman –
  - Pulcinella,
  - doktor Sowa,
  - sprzedawca wina,
  - różne głosy
- Anna Apostolakis –
  - Signora Rosaura,
  - różne głosy
- Paweł Szczesny –
  - gospodarz „Czerwonego Homara”,
  - właściciel winnic,
  - różne głosy
- Andrzej Gawroński –
  - doktor Kruk,
  - Sędzia Goryl,
  - nauczyciel Pinokia,
  - różne głosy
- Krzysztof Banaszyk –
  - Gołąb,
  - żandarm #1,
  - człowiek, któremu Pinokio sprzedał elementarz
- Mariusz Leszczyński –
  - żandarm #2,
  - dyrektor cyrku,
  - różne głosy
- Jarosław Domin –
  - więzienny strażnik,
  - jeden z uczniów
- Cezary Kwieciński – jeden z uczniów
- Mirosław Zbrojewicz – mężczyzna z balkonu

źródło:

### Wersja lektorska
Wersja polska: na zlecenie SPI International Polska – Studio Sonoria

Tekst: Katarzyna Dryc

Czytał: Piotr Borowiec

## Odbiór krytyczny
Film otrzymał, szczególnie w USA, skrajnie negatywne recenzje; serwis Rotten Tomatoes przyznał mu wynik 0%. Wersja z angielskim dubbingiem w 2003 roku otrzymała sześć nominacji do Złotej Maliny w kategoriach: najgorszy film, najgorszy aktor, najgorszy reżyser, najgorszy scenariusz, najgorszy sequel lub remake oraz najgorsza para (Roberto Benigni i Nicoletta Braschi), co przełożyło się na statuetkę dla najgorszego aktora (Roberto Benigni).